# Emmanuel I. de Crussol
Emmanuel I. de Crussol (* 21. Juli 1581 in Paris; † 19. Juli 1657 in Florensac), Herzog von Uzès aus dem Haus Crussol, war ein französischer Adliger des 17. Jahrhunderts.
Er war 3. Duc d’Uzès, Prince de Soyon, Comte de Crussol, Baron de Lévis et de Florensac, Pair de France.

## Leben
Emmanuel I. de Crussol war der jüngste und einzige überlebende Sohn von Jacques II. de Crussol (1540–1584), 2. Duc d’Uzès etc., und Françoise de Clermont (Haus Poitiers-Valentinois). Drei Monate vor seinem dritten Geburtstag erbte er durch den Tod seines Vaters die Titel und Güter der Familie.
Am 18. April 1600 wurde er für mündig erklärt. Im Februar 1611 wurde als Ritter im Orden vom Heiligen Geist nominiert, die formelle Aufnahme erfolgte dann am 31. Dezember 1619. 1615 wurde er Chevalier d’honneur der Königin Anne d’Autriche und am 14. August 1616 Captaine de 200 hommes d’Armes.
Durch den Tod des Herzogs von Montmorency, der am 30. Oktober 1632 in Toulouse enthauptet wurde, wurde der Herzog von Uzès zum Doyen der Pairs und nahm daraufhin den Titel des „Ersten Herzogs und Pairs von Frankreich“ an.
Bei den Beerdigungsfeierlichkeiten für König Ludwig XIII. trug er die königliche Krone.

## Ehe und Familie
Emmanuel I. de Crussol heiratete am 8. Juni 1601 in erster Ehe Claude d’Ebrard, Dame de Saint-Sulpice-en-Albigeois († vor 1632), Tochter von Bertrand d’Ebrard, Seigneur de Saint-Sulpice etc., und Marguerite de Balaguier, Dame de Monluc, Marquise de Montsalès, Enkelin von Jean III. Hébrard de Saint-Sulpice. Ihre Kinder sind:
- François (* 1599/1600; † 14. Juli 1680), 1657 4. Duc d’Uzès, Pair de France, Prince de Soyon, Comte de Crussol, Comte d’Apchier, Baron de Lévis et de Florensac, Seigneur d’Acier et de Cadenat, Vicomte de Vazeilles etc. ;⚭ (1) (Ehevertrag 7. Januar 1625) Louise Henriette de La Châtre, Dame de La Maisonfort († 4. Juni 1634), Tochter von Louis de La Châtre, Marschall von Frankreich (Haus La Châtre) und Marguerite d’Estampes, geschieden von François de Valois (1598–1622), Comte d’Alais, Sohn von Charles de Valois, duc d’Angoulême, und Charlotte de Montmorency (Valois-Angoulême); ⚭ (2) (Ehevertrag 28. September 1536) Marguerite d’Apchier, Comtesse d’Apchier, Vicomtesse de Vazeilles (* 1617/19; † 17. April 1708), Tochter von Christophe, Comte d’Apchier, Vicomte de Vazeilles, und Marguerite de Flaghéac
- Louis (* 1609/10; † 8. Oktober 1674 in Paris), Abt von Figeac und Sainte-Foy de Conques, verließ den geistlichen Stand und wurde Marquis de Crussol; ⚭ 1654 Charlotte de Vernon (* 1609/10; † 28. Januar 1699), Tochter von Louis de Vernon, Seigneur de La Rivière-Bonneuil, und Louise de Marans
- Anne Gaston († 1640 bei der Belagerung von Turin durch einen Musketenschuss[2]), Abt von Florensac
- Louise († 19. April 1695); ⚭ (1) 24. März 1627 Antoine Hercule de Budos, Marquis de Portes († Juni 1629 bei der Belagerung von Privas); ⚭ (2) 14. September 1634 Charles de Rouvroy, Marquis de Saint-Simon († 26. Januar 1690)
- Armand (* Februar 1634; † ermordet 1663 in Katalonien durch seinen Kammerdiener), Comte de Crussol, Marquis de Cuisieux; ⚭ nach 1653 Isabelle de Veirac de Paulian, Dame de Cuisieux, Tochter von Jean de Veirac, Seigneur de Paulian, und Isabelle de Saint-Gilles, Witwe von Augustin de Forbin, Marquis de Soliers, sie heiratete in dritter Ehe am 5. Mai 1665 Nicolas Auguste de La Baume, Marquis de Montrevel, Marschall von Frankreich
- Jacques Christophe († Juli 1680), Marquis de Saint-Sulpice; ⚭ 1637 Louise d’Amboise, Tochter von François d’Amboise, Comte d’Aubijoux (Haus Amboise), und Elisabeth de Lévis, Dame d’Aubon

Emmanuel I. de Crussol heiratete per Ehevertrag vom 24. Februar 1632 in zweiter Ehe Marguerite de Flaghéac, Tochter von Pierre, Baron de Flaghéac, und Marguerite de Rostaing, Witwe von Christophe, Comte d’Apchier, Vicomte de Vazeilles. Aus dieser stammt ein Sohn:
- Alexandre Galliot (* Februar 1634; † Juli 1680), Marquis de Montsalès etc.; ⚭ 6. April 1647 Rose des Cars de Montal (* 1626; † 22. Februar 1696), Dame de Caubon, de Talcane, de Saint-Géraud et de Castelnau, Tochter von Jacques des Cars, Marquis de Merville, und Madeleine de Bourbon-Malause